# Fusarium sacchari
Fusarium sacchari är en svampart som först beskrevs av E.J. Butler & Hafiz Khan, och fick sitt nu gällande namn av W. Gams 1971. Fusarium sacchari ingår i släktet Fusarium och familjen Nectriaceae.   Inga underarter finns listade i Catalogue of Life.